# Октябрський (Яшкинський округ)
Октя́брський (рос. Октябрьский) — селище у складі Яшкинського округу Кемеровської області, Росія.

## Населення
Населення — 108 осіб (2010; 125 у 2002).
Національний склад (станом на 2002 рік):
- росіяни — 89 %